# Ephraim Katzir

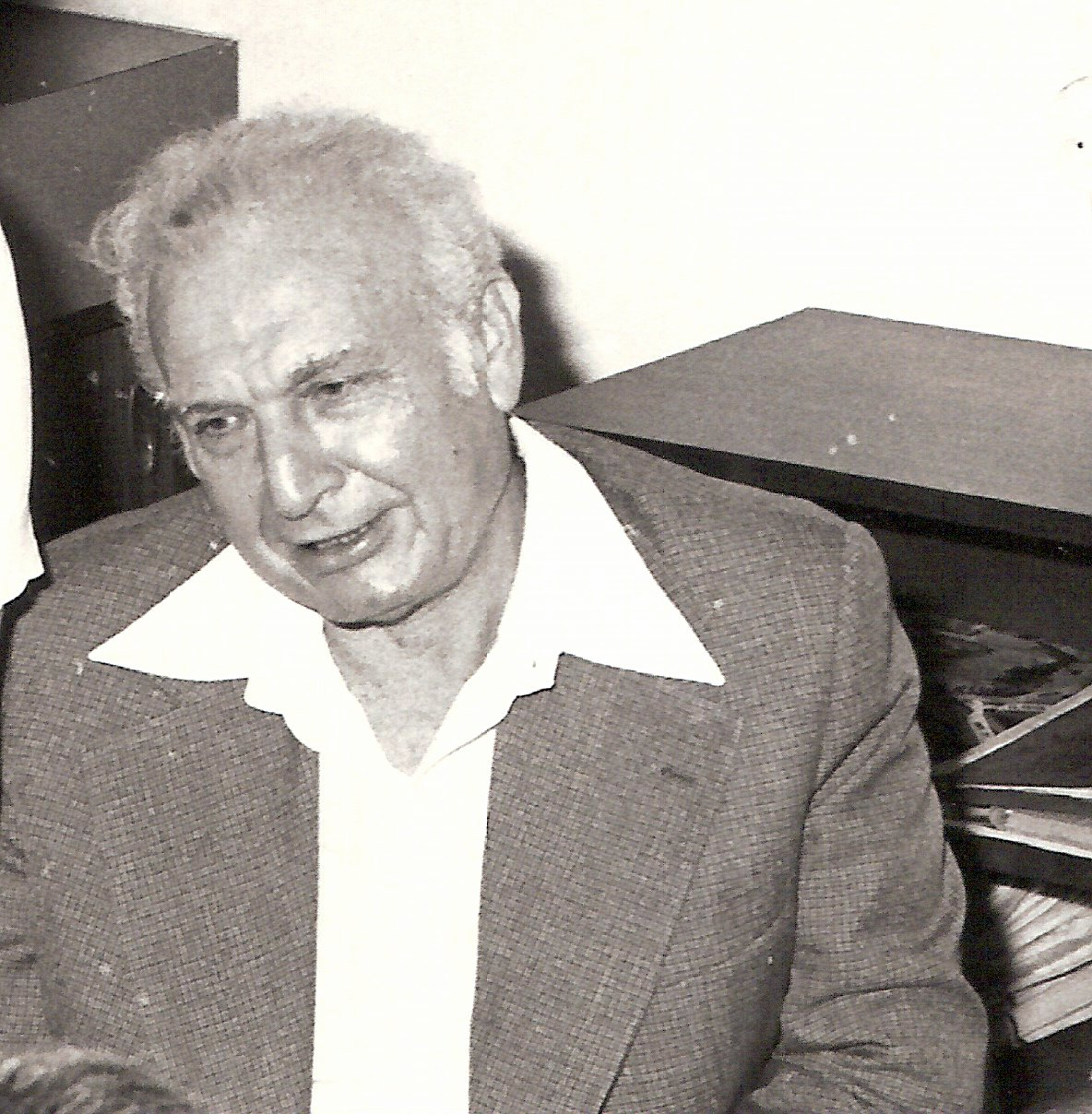
Ephraim Katzir (1977)

Ephraim Katzir (hebräisch אפרים קציר; eigentlich Ephraim Katchalski; geboren 16. Mai 1916 in Kiew, Russisches Reich; gestorben 30. Mai 2009 in Rechovot) war ein israelischer Naturwissenschaftler (Biophysiker) und Politiker der Mapai („Israelische Arbeitspartei“). Vom 24. Mai 1973 bis zum 19. April 1978 war Katzir der vierte Staatspräsident Israels.

## Leben
Vor dem Ersten Weltkrieg wohnte seine Familie in Łódź im russischen Weichselgouvernement (Russisch Polen), wo sein älterer Bruder Aharon zur Welt gekommen. Vor der deutschen Invasion floh die Familie nach Kiew, das sie zu sowjetischer Zeit 1920 wegen der antisemitischen Verfolgungen wieder verließen, um sich ins wiedererstandene Polen zu begeben. Ephraim Katchalski emigrierte 1925 nach Palästina. Ephraim Katzir besuchte ein Gymnasium in Jerusalem und engagierte sich in der Sozialistischen Jugend. Er studierte Biochemie an der Hebräischen Universität Jerusalem und wurde dort Assistent. Katzir war von 1951 bis 1973 Leiter der biophysikalischen Abteilung des Weizmann-Instituts in Rechovot und von 1966 bis 1968 wissenschaftlicher Chefberater der israelischen Armee.
Am 19. November 1977 empfingen er und Menachem Begin den ägyptischen Staatschef Anwar as-Sadat am Flughafen von Lod. Nach einer Amtszeit widmete er sich ab 1978 wieder der Wissenschaft. Er begründete und etablierte die Abteilung Biotechnologie an der Universität Tel Aviv. Katzir war auf dem Gebiet der Peptidchemie, insbesondere der Polypeptide tätig. Er arbeitete dabei mit Michael Sela zusammen.

## Ehrungen und Mitgliedschaften
1959 wurde Katzir mit dem Israel-Preis ausgezeichnet. 1960 erhielt er den Rothschild-Preis in Lebenswissenschaften und 1972 die Sir Hans Krebs Medal der Federation of European Biochemical Societies. 1985 wurde ihm der Japan-Preis für seine Leistungen auf dem Gebiet der Biotechnologien zuerkannt. 1960 wurde er zum Mitglied der Israelischen Akademie der Wissenschaften gewählt. Er war Mitglied der Deutschen Akademie der Naturforscher Leopoldina, seit 1966 Auswärtiges Mitglied sowohl der American Academy of Arts and Sciences als auch der National Academy of Sciences, seit 1976 Mitglied der American Philosophical Society, seit 1977 Auswärtiges Mitglied der Royal Society und ab 1989 ebenfalls Auswärtiges Mitglied der Académie des sciences.